# Rachid Hamdani
Rachid Hamdani (Toul, 8 aprile 1985) è un calciatore francese naturalizzato marocchino, centrocampista del Ménival.

## Carriera

### Club
Ha cominciato la propria carriera in Francia, giocando per 3 differenti club. Dal 2011 al 2015 ha militato nei ciprioti dell'Apollōn Limassol.

### Nazionale
Ha esordito con la nazionale marocchina nel 2008.